# Notarikon
Notarikon (in ebraico נוטריקון‎?) è un metodo per derivare una parola, in maniera simile alla creazione di un acronimo, facendo in modo che ciascuna delle sue lettere iniziali in ebraico ראשי תיבות‎? o finali in ebraico סופי תיבות‎? rappresentino un'altra parola e formando così una proposizione o concetto da tali parole. Una variante prevede l'utilizzo delle prime insieme alle ultime lettere, o le due lettere mediane di una parola, per formarne un'altra. La parola "notarikon" proviene dalla lingua greca (νοταρικόν), che a sua volta proviene dalla parola latina "notarius" che significa "scrittore stenografo".
Notarikon è uno dei tre metodi antichi – gli altri due sono ghematria e  temurah – usati dai cabalisti per riordinare parole e frasi della Bibbia così da derivarne un substratum esoterico e un più profondo significato spirituale. Notarikon fu usato anche nella protoscienza dell'alchimia.

## Uso di Rashi
Rashi usa il notarikon sette volte nel suo pirush ("spiegazione') del Chumash:

- Bereishith (Genesi) 15:2 "וּבַגְּמָרָא שֶׁלָּנוּ דָּרְשׁוּ נוֹטְרִיקוֹן, דּוֹלֶה וּמַשְׁקֶה מִתּוֹרַת רַבּוֹ לַאֲחֵרִים"
- Bereishith (Genesi) 17:2 "כִּי אַב הֲמוֹן גּוֹיִם. לְשׁוֹן נוֹטְרִיקוֹן שֶׁל שְׁמוֹ"
- Bereishith (Genesi) 30:2 "וּמִדְרַשׁ אַגָּדָה יֵשׁ רַבִּים בִּלְשׁוֹן נוֹטָרִיקוֹן"
- Bereishith (Genesi) 49:22 "אֶבֶן יִשְׂרָאֵל. לְשׁוֹן נוֹטְרִיקוֹן אָב וּבֵן, 'אֲבָהָן וּבְנִין‘, יַעֲקֹב וּבָנָיו"
- Shemoth (Esodo) 20:12 "אִם תְּכַבֵּד יַאֲרִיכוּן יָמֶיךָ וְאִם לָאו יִקְצְרוּן. שֶׁדִּבְרֵי תוֹרָה נוֹטְרִיקוֹן הֵם נִדְרָשִׁים, מִכְּלָל הֵן לַאו וּמִכְּלָל לַאו הֵן" [Il chiddush ("nuovo insegnamento") qui è la parola נוטריקון nella ghematria = מכלל הן לאו ומכלל לאו הן.]
- Bamidbar (Numeri) 11:8 "דָּבָר אַחֵר, 'לְשַׁד' לְשׁוֹן נוֹטָרִיקוֹן לַ'יִשׁ שֶׁ'מֶן דְּ'בַשׁ, כְּעִסָּה הַנִּלּוֹשָׁה בְשֶׁמֶן וּקְטוּפָה בִדְבַשׁ."
- Bamidbar (Numeri) 22:32 "כִּי יָרַט הַדֶּרֶךְ לְנֶגְדִּי. רַבּוֹתֵינוּ חַכְמֵי הַמִּשְׁנָה דְּרָשׁוּהוּ נוֹטָרִיקוֹן, יָרְאָה, רָאֲתָה, נָטְתָה"